# Alice Quarta
Alice Quarta (Torino, 5 giugno 1991) è un'ex cestista italiana, guardia di 178 cm.

## Carriera

### Club
Ha giocato in Serie A1 femminile con il  San Raffaele Basket con il quale ha esordito, ancora quindicenne, nella massima serie contro la Reyer Venezia.
Ha riconquistato la Serie A1 femminile con la Pallacanestro Torino nella stagione 2014-15.
Dalla stagione 2016-17 è divenuta capitano della Pallacanestro Torino.

### Nazionale
Ha indossato la maglia azzurra agli Europei Under 20 del 2010 in Lettonia, inoltre ha vinto la medaglia d'oro ai Campionati Mondiali Universitari di Basket 3v3 del 2012  e quella di bronzo nel 2014 in Brasile.
Nel 2015 è stata convocata ai Giochi Olimpici Universitari di Gwangju (Corea del Sud).
Il 2 settembre 2016 partecipa agli Europei di 3v3 di Bucarest.
L'11 ottobre 2016 partecipa ai Campionati Mondiali di 3v3 a Guangzhou in Cina.

## Palmarès

### Club
- Campionato italiano di Serie A2: 2
Virtus Spezia: 2012-13
Pallacanestro Torino: 2014-15
- Under-17: 1

San Raffaele Roma: 2007-08
- Under-19: 2

San Raffaele Roma: 2006-07, 2007-08
- Join the game:1

Ginnastica Torino: 2004 categoria Bambine

### Nazionale
- Europei Under 16 Division B:1

Italia: 2007
- Mondiali Universitari 3vs3:1

Italia: 2014